# Kruszyna pospolita

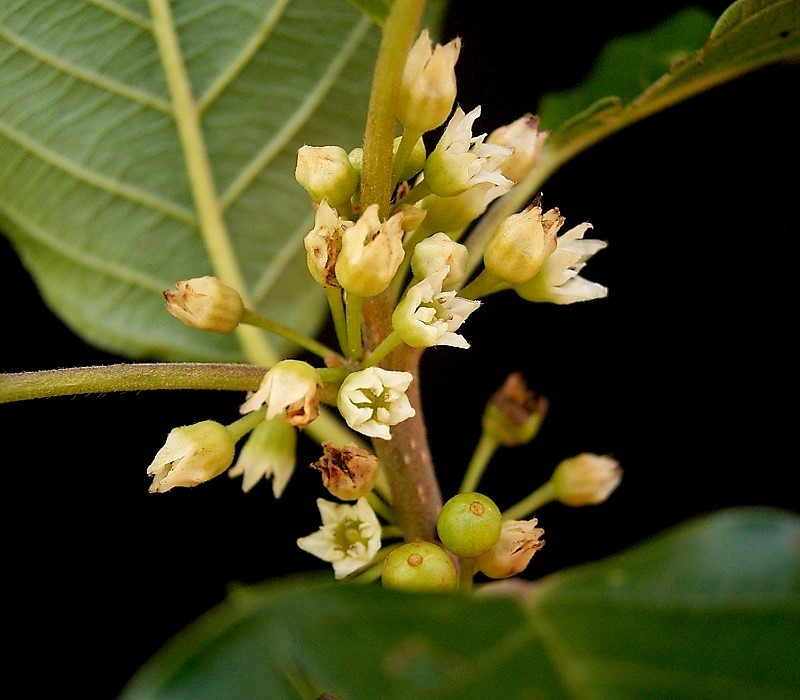
Kwiaty

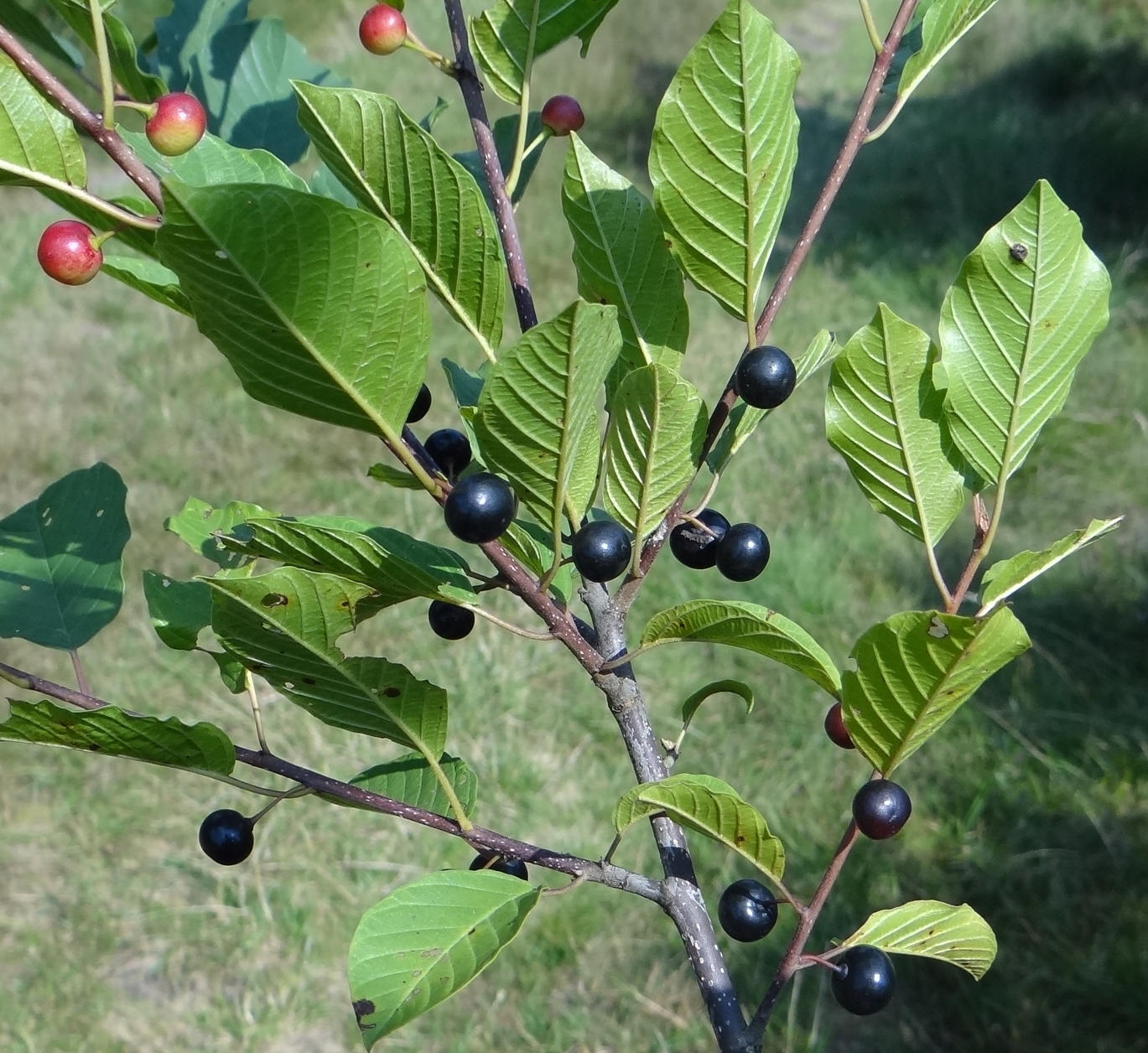
Pęd z owocami

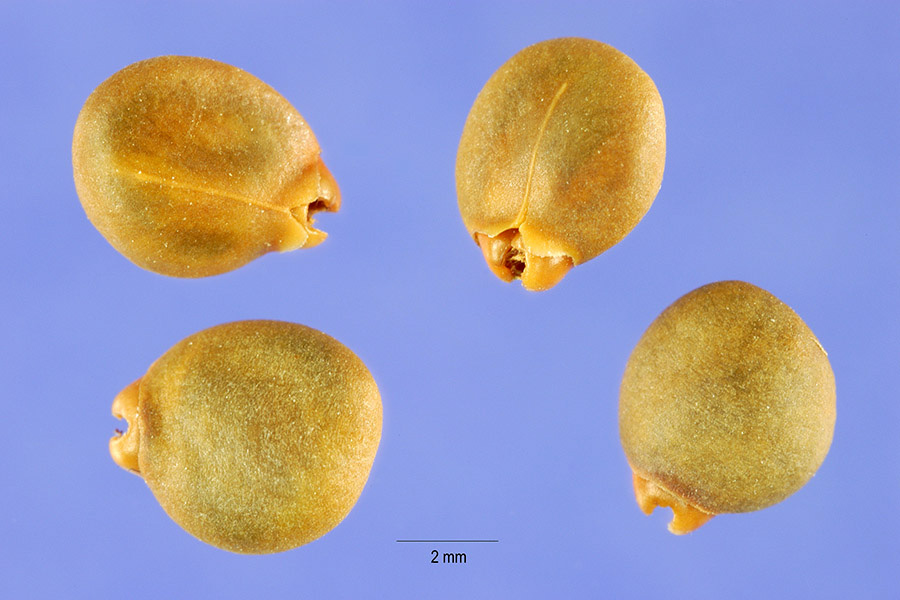
Nasiona

Kruszyna pospolita (Frangula alnus Mill.) – gatunek krzewu należący do rodziny szakłakowatych (Rhamnaceae). W Polsce występuje pospolicie na całym niżu i w niższych położeniach górskich. Inne nazwy: szakłak kruszyna, troszczyna, wilczyna.
Status gatunku we florze Polski: gatunek rodzimy.

## Zasięg geograficzny
Gatunek występuje na obszarze od północno-zachodniej Afryki (północna część Maroka, Algierii i Tunezji), poprzez całą Europę, Azję Mniejszą, północną część Syrii, Iraku, Iranu po północną i środkową Azję (Kazachstan, Sinciang). Gatunek zawleczony i inwazyjny w Stanach Zjednoczonych (w szeregu stanów uznany za chwast) oraz w Kanadzie. W Polsce roślina pospolita na niemal całym obszarze, rzadsza jedynie w rejonie Podhala i w wyższych partiach gór. Najwyższe stanowisko podawane jest z Bieszczadów Zachodnich z wysokości 870 m n.p.m.

## Morfologia
PokrójKrzew, rzadziej niewysokie drzewko o wysokości do 5, rzadko 7 m. Brak cierni na gałązkach różni kruszynę od podobnego gatunku – szakłaka pospolitego.
ŁodygaGałązki cienkie. Kora na młodych gałązkach owłosiona, brązowobrunatna, na starszych matowa, szarobrunatna i pokryta jasnymi plamkami – przetchlinkami. Młode pędy nieprzyjemnie pachną zgnilizną.
LiścieLiście ogonkowe, ustawione skrętolegle, długości od 3 do 7 cm. Blaszka liściowa szerokoeliptyczna lub odwrotnie jajowata, całobrzega, tępa lub zaostrzona. Po obu stronach nerwu głównego 6–9 łukowatych nerwów bocznych. Na górnej stronie liście są ciemniejsze, na spodniej jaśniejsze, żółtawozielone. Liście są nagie, tylko na nerwach owłosione. Jesienią przebarwiają się na kolor jasnożółty. Pączki bez łusek.
KwiatyDrobne, wyrastają po 2–10 (20) z kątów liści na krótkich szypułkach. Obupłciowe, 5-krotne, o zielonkawych z zewnątrz, białych wewnątrz płatkach korony, krótszych od działek kielicha. Pręciki krótsze od płatków korony.
OwocKulisty pestkowiec, wielkości grochu, zawierający 2–3 jajowate nasiona. Owoce są początkowo zielone, później czerwone i fioletowo-czarne, w końcu prawie czarne. Ponieważ nie dojrzewają równocześnie, w czasie owocowania na roślinie owoce są różnokolorowe.

## Biologia i ekologia
Nanofanerofit. Występuje w podszycie rozmaitych zbiorowisk leśnych od suchych borów iglastych, poprzez różne lasy mieszane i liściaste, do bagiennych olsów. Rośnie także na torfowiskach i mokrych łąkach. Na niektórych siedliskach (np. w acydofilnym lesie brzozowo-dębowym) rośnie często bardzo licznie. Preferuje miejsca wilgotne i kwaśne, choć spotykana jest na glebach o różnym odczynie od pH 3,5 do 8,0. Dobrze znosi ocienienie. Przedprątne kwiaty kwitną od maja do września. Zapylana jest przez owady (lub jest samopylna). Roślina miododajna. Owoce dla ludzi niesmaczne i trujące, jednak stanowią przysmak wielu ptaków.
Roślina jest przejściowym żywicielem rdzy koronowej (rdzy owsa) wywoływanej przez grzyb z rodziny rdzowatych Puccinia coronata.
Roślina trującaOwoce zjedzone w większych ilościach powodują u ludzi wymioty i silną biegunkę. Preparaty ziołowe z kory ze względu na uboczne działanie (powodują przekrwienie miednicy małej) nie mogą być stosowane przez kobiety w ciąży, podczas miesiączki, po operacji, przy hemoroidach, w stanach zapalnych narządów jamy brzusznej.

## Nazewnictwo
Polska nazwa zwyczajowa pochodzi od kruchych, podatnych na złamanie gałęzi. Dawniej krzew nazywano kruszyną lub w związku z zaliczaniem do rodzaju szakłak – szakłakiem kruszyną (Rhamnus frangula L.).

## Ochrona
Kruszyna pospolita objęta była w Polsce częściową ochroną gatunkową w latach 1983-2014 na podstawie rozporządzeń wydawanych kolejno w latach: 1983, 1995, 2001, 2004 i 2012. Od 2014 roku nie podlega ochronie. Ochrona prawna miała na celu zabezpieczenie zasobów gatunku wobec intensywnego pozyskiwania kory kruszyny do celów leczniczych. 

## Zastosowanie

### Roślina ozdobna
Uprawiana czasami w parkach.

### Roślina lecznicza
Surowiec zielarskiKora kruszyny (Frangulae cortex) – wysuszone, całe lub połamane fragmenty kory pni i gałęzi o zawartości minimum 7,0% glukofrangulin w przeliczeniu na glukofrangulinę A. Surowiec ponadto zawiera glikozydy antrachinowe (m.in. frangulinę), flawonoidy, garbniki, saponiny. Wchodzi w skład wielu mieszanek ziołowych, sporządza się z niej odwary.
Działanie
Kora kruszyny działa łagodnie przeczyszczająco. Pobudza ruchy robaczkowe w jelitach oraz ogranicza w nich wchłanianie wody, co daje efekt przeczyszczający.
Preparaty
Na rynku są dostępne preparaty w formie tabletek przeciw niestrawności lub ziół do zmniejszania nadwagi, które zawierają m.in. korę kruszyny.

### Inne zastosowania
- Owoce barwią wełnę na żółtozielono lub fioletowo, kora na żółtobrunatno.
- Węgiel drzewny z drewna kruszyny pospolitej był cenionym surowcem do wyrobu prochu strzelniczego[21].